# Сентер (округ)
Округ Сентер (англ. Centre County) располагается в штате Пенсильвания, США. Официально образован 13 февраля 1800 года. По состоянию на 2013 год, численность населения составляла 155 403 человека.

## География
По данным Бюро переписи США, общая площадь округа равняется 2880,083 км², из которых 2869,723 км² — суша и 10,360 км² или 0,390 % — это водоемы.

## Население
По данным переписи населения 2010 года в округе проживает 153 990 жителей в составе 57 573 домашних хозяйств и 31 256 семей. Плотность населения составляет 54,00 человека на км2. На территории округа насчитывается 63 297 жилых строений, при плотности застройки около 22,00-ти строений на км2. Расовый состав населения: белые — 89,40 %, афроамериканцы — 3,00 %, коренные американцы (индейцы) — 0,10 %, азиаты — 5,20 %, гавайцы — 0,10 %, представители других рас — 0,70 %, представители двух или более рас — 1,50 %. Испаноязычные составляли 2,40 % населения независимо от расы.
В составе 23,30 % из общего числа домашних хозяйств проживают дети в возрасте до 18 лет, 44,60 % домашних хозяйств представляют собой супружеские пары проживающие вместе, 3,30 % домашних хозяйств представляют собой одиноких женщин без супруга, 6,40 % домашних хозяйств не имеют отношения к семьям, 28,70 % домашних хозяйств состоят из одного человека, 8,30 % домашних хозяйств состоят из престарелых (65 лет и старше), проживающих в одиночестве. Средний размер домашнего хозяйства составляет 2,38 человека, и средний размер семьи 2,91 человека.
Возрастной состав округа: 15,90 % моложе 18 лет, 28,90 % от 18 до 24, 22,60 % от 25 до 44, 21,30 % от 45 до 64 и 21,30 % от 65 и старше. Средний возраст жителя округа 29 лет. На каждые 100 женщин приходится 107,50 мужчин. На каждые 100 женщин старше 18 лет приходится 108,10 мужчин.